# Peluda d'Armstrong
La peluda d'Armstrong (Arnoglossus armstrongi) és un peix teleosti de la família dels bòtids i de l'ordre dels pleuronectiformes.

## Morfologia
Pot arribar als 16,9 cm de llargària total.

## Distribució geogràfica
Es troba a les costes d'Austràlia (incloent-hi Tasmània).